# سلول

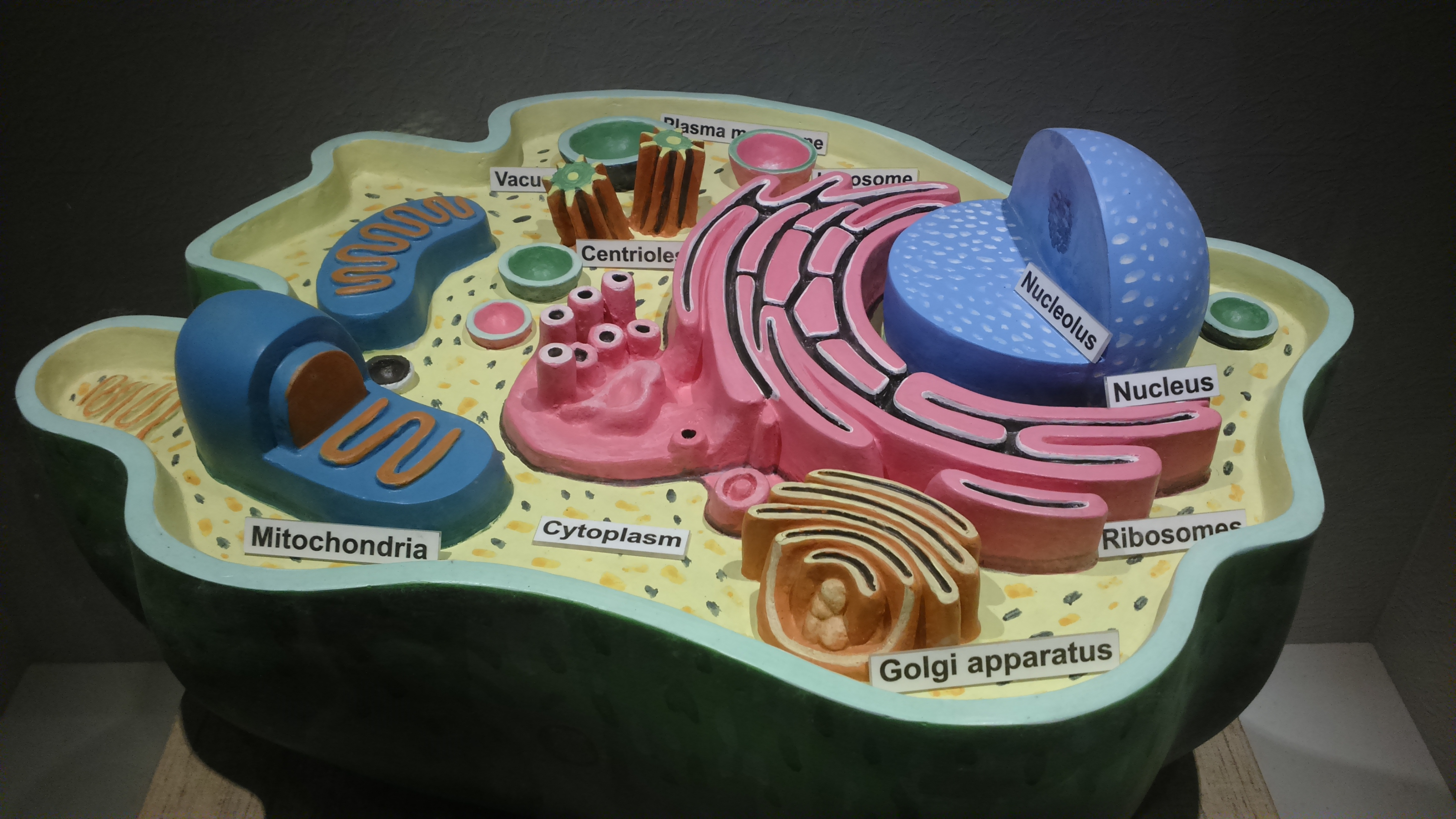
ساختار یک یاخته جانوری

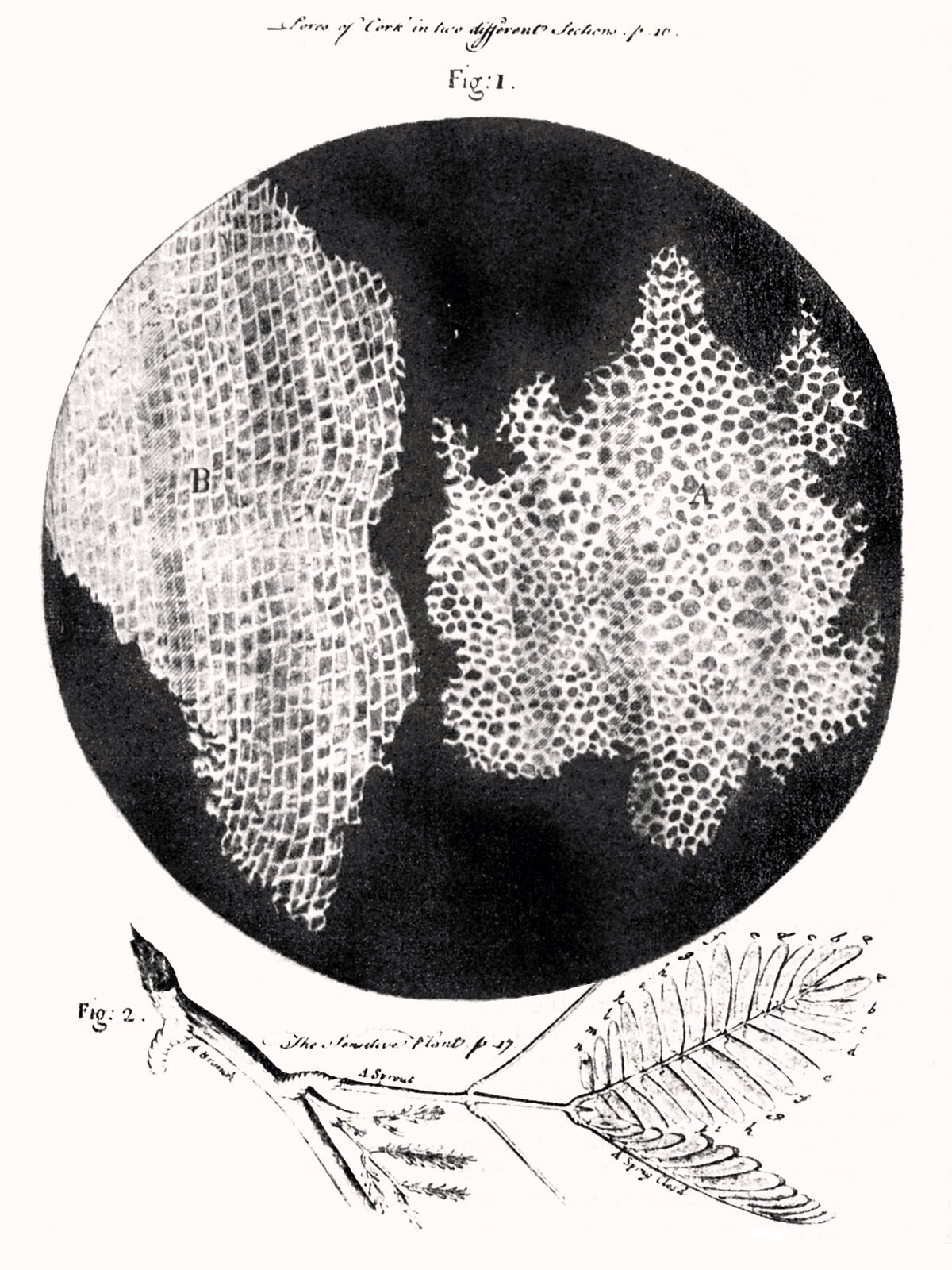
طراحی یاخته‌های هوک در چوب‌پنبه، ۱۶۶۵

سِلّول یا یاخته (به انگلیسی: Cell)، (به فرانسوی: Cellule)، (در زبان لاتین به معنای اتاق کوچک) واحد اصلی ساختاری، عملکردی و زیستی همهٔ موجودات زنده شناخته شده است. یاخته‌ها اغلب، کوچک‌ترین واحدهای حیات و به عبارتی واحدهای ساختمانی حیات نامیده می‌شوند.
سلول واحد اساسی حیات در تمام موجودات زنده است. همه جانداران، از باکتری‌های تک‌سلولی میکروسکوپی گرفته تا موجودات پیچیده‌ای مانند انسان، از یک یا تعداد بسیار زیادی سلول تشکیل شده‌اند.
ساختار سلول از اجزای گوناگونی تشکیل می‌شود. غشای سلولی مهم‌ترین بخش آن است که سلول را از محیط اطراف جدا می‌کند. این غشا که از پروتئین و لیپید ساخته شده، خاصیت نفوذپذیری انتخابی دارد؛ یعنی تنها به مولکول‌های خاصی اجازه ورود و خروج می‌دهد و به این ترتیب ترکیب داخلی سلول را مستقل از محیط بیرون حفظ می‌کند. درون سلول نیز اجزای حیاتی دیگری مانند هسته، میتوکوندری و ریبوزوم وجود دارند که در تمام یاخته‌ها مشترک هستند.
با وجود تنوع جانداران، ترکیب شیمیایی سلول‌ها شباهت چشمگیری دارد. عناصر اصلی سازنده ماده زنده یا پروتوپلاسم شامل اکسیژن، کربن، هیدروژن و نیتروژن هستند که بیشترین سهم را در ساختار سلول دارند و از فراوان‌ترین عناصر در جهان نیز به‌شمار می‌روند. افزون بر این، ترکیبات آلی مهم موجود در سلول به سه گروه اصلی تقسیم می‌شوند: پروتئین‌ها که از اسیدهای آمینه ساخته شده‌اند و نقشی اساسی در ساختار و کارکرد سلول دارند؛ لیپیدها یا چربی‌ها که در ساختار غشای سلولی دخالت می‌کنند؛ و هیدرات‌های کربن که همراه با پروتئین‌ها و چربی‌ها منبع اصلی انرژی برای فعالیت‌های سلول محسوب می‌شوند.
آب نیز فراوان‌ترین ماده در بدن جانداران است و دست‌کم ۶۵ درصد از حجم یاخته را تشکیل می‌دهد. این ماده به عنوان حلال، مواد غذایی را به سلول می‌رساند و مواد زائد را دفع می‌کند، به گونه‌ای که ادامه فعالیت‌های زیستی بدون آن ممکن نیست.
در مجموع، با وجود تفاوت‌های ظاهری میان موجودات زنده، همه آن‌ها در سطح سلولی از ساختار و ترکیبات شیمیایی مشترک و بنیادینی برخوردارند که اساس پدیده حیات بر روی زمین را شکل می‌دهد.
به علم مطالعهٔ یاخته‌ها، زیست‌شناسی یاخته‌ای یا سیتولوژی گفته می‌شود. یاخته‌ها از میان‌یاخته محصور در غشای یاخته‌ای تشکیل شده‌اند؛ که حاوی بسیاری از زیست‌مولکول‌ها مانند پروتئین‌ها و اسیدهای نوکلئیک است. بیشتر یاخته‌های گیاهی و جانوری فقط در زیر میکروسکوپ قابل مشاهده هستند و ابعادی بین ۱ تا ۱۰۰ میکرومتر دارند. موجودات زنده را می‌توان به عنوان تک‌یاخته‌ای (متشکل از یک یاخته منفرد مانند باکتری‌ها) یا چندیاخته‌ای (از جمله گیاهان و جانوران) طبقه‌بندی کرد. بیشتر موجودات زندهٔ تک‌یاخته‌ای به‌عنوان ریزاندامگان طبقه‌بندی می‌شوند.
یاخته‌ها توسط رابرت هوک در سال ۱۶۶۵ میلادی کشف شدند. وی آن‌ها را به دلیل شباهت‌شان با اتاق‌های صومعه‌ای که راهب‌های مسیحی در آن، ساکن بودند، یاخته نام گذاری کرد. نظریه یاخته، نخستین بار در سال ۱۸۳۹ میلادی توسط ماتیاس یاکوب اشلایدن و تئودور شوان ارائه شد؛ این نظریه بیان می‌کند که تمام موجودات زنده از یک تا میلیون‌ها یاخته تشکیل شده‌اند و یاخته‌ها واحدهای اصلی ساختار و عملکرد در تمام موجودات زنده هستند. یاخته‌ها دست کم از ۳٫۵ میلیارد سال پیش، روی زمین پدیدار شده‌اند.

## واژه‌شناسی
یاخته در فارسی شکل دیگری است از واژهٔ آخته، به معنی بیرون‌کشیده از مصدر آختن (برای نمونه: شمشیر آخته بعنی شمشیر بیرون کشیده شده از غلاف). این واژه از قدیم در معانی دیگری چون حجره، خانه و همره نیز به‌کار می‌رفته است و فرهنگستان زبان و ادب فارسی یاخته در این معنی را به عنوان برابر کلمه سلول برگزیده است.
واژه «سلول» از کلمه لاتین «cellula» به معنای «اتاقک کوچک» گرفته شده است که خود تصغیر کلمه «cella» به معنی اتاق کوچک است. این اصطلاح اولین بار توسط رابرت هوک در سال ۱۶۶۵ هنگام مشاهده ساختارهای مکعبی شکل در برش چوب پنبه به کار رفت.
در زبان فارسی، این واژه از طریق متون علمی قرن نوزدهم میلادی وارد شده و به تدریج جایگزین معادل‌های قدیمی‌تر مانند «خانک» شده است. در متون کهن پزشکی فارسی گاهی از اصطلاح «جزءالجزء» برای اشاره به اجزای تشکیل‌دهنده بدن استفاده می‌شد.

## پیدایشگاه
پیدایشگاه یاخته‌ها با پیدایش حیات مرتبط است و با پیدایش یاخته‌ها، حیات بر روی زمین آغاز شده است.
پیدایشگاه نخستین یاخته
چندین نظریه در مورد پیدایشگاه مولکول‌های کوچکی که منجر به آغاز حیات در زمین اولیه شده‌اند وجود دارد. طبق این نظریه‌ها، مولکول‌های کوچک آغازگر حیات، ممکن است به وسیلهٔ شهاب‌سنگ مارکیسون به زمین آمده باشند یا در چاه‌های گرمابی در عمق دریاها یا بر اساس آزمایش میلر–یوری به واسطهٔ برخورد آذرخش به سایر مولکول‌ها در هواسپهر اولیهٔ زمین، پدید آمده باشند.
داده‌های تجربی کمی در مورد نخستین مولکول‌های خودهمانندساز یا خودتکثیر شونده وجود دارد. تصور می‌شود رِنای نخستین مولکول خودهمانندساز است، زیرا قادر است هم اطلاعات ژنتیکی را ذخیره کند و هم واکنش‌های شیمیایی را فروکافت کند. (به فرضیه دنیای رنا مراجعه کنید)، اما برخی موارد دیگر با پتانسیل بالای همانندسازی خود از جمله فرضیه رس مونتموریونیت یا اسید نوکلئیک پپتید می‌توانند مقدم بر رنا باشند.
حداقل ۳/۵ میلیارد سال پیش یاخته‌ها پدید آمدند. باور فعلی این است که این یاخته‌ها برآیند دگرپروردگی بودند. غشاهای یاخته‌ای اولیه احتمالاً ساده‌تر و قابل نفوذتر از غشای یاخته‌های کنونی بودند و تنها یک زنجیره اسید چرب در هر لیپید وجود داشت. لیپیدها به‌طور خودبخودی ریزکیسههای دو لایه در آب را تشکیل می‌دهند و می‌توانند بر آران‌ای مقدم باشند اما نخستین غشاهای یاخته‌ای ابتدایی نیز ممکن است توسط رنای فروکافت تولید شده باشند و حتی پیش از شکل‌گیری، دارای پروتئین‌های ساختاری مورد نیاز خود باشند.

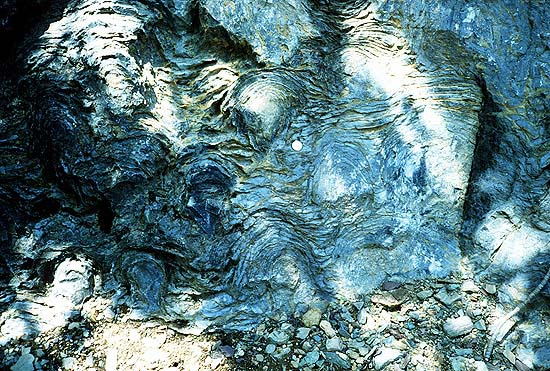
استروماتولیت‌ها توسط سیانوباکتری‌ها، که جلبک‌های آبی-سبز نیز نامیده می‌شوند، پشت سر می‌گذارند. آن‌ها قدیمی‌ترین سنگواره‌های شناخته شده زندگی روی کره زمین هستند. این سنگواره یک میلیارد ساله از پارک ملی یخچال‌های طبیعی آمریکا است.

## انواع یاخته
یاخته‌ها بر اساس ویژگی‌ها به دو دسته تقسیم می‌شوند:
پیش‌هسته‌ای: یاخته‌هایی که در آن‌ها به علت نداشتن غشایِ هسته موادّ هسته‌ای در میان‌یاخته پراکنده شده‌اند و هسته مشخصی ندارند؛ مانند: باکتری‌ها، باستانیان.
هوهسته‌ای: یاخته‌هایی که هستهٔ مشخصی دارند و غشایی دولایه آن را در بر می‌گیرد؛ مانند: گیاهان، جانوران، قارچ‌ها و آغازیان.
پیش‌هسته‌ها شامل باکتری‌ها و باستانیان کوچک (که باکتری‌های باستانی هم نامیده شده‌اند) است. هر یاخته باستانیان در حدود ۵ میکرون درازا دارد. گونه‌هایی از باستانیان در اعماق اقیانوس‌ها و مغاک‌های ظلمانی کشف شده‌اند و می‌توانند در جایی که حتی ذره‌ای از نور خورشید به آن نفوذ نمی‌کند، زنده بمانند.
یاخته‌های پیش‌هسته‌ای نخستین شکل زندگی روی کره زمین بودند که با داشتن فرایندهای زیستی حیاتی از جمله پیام‌رسانی یاخته‌ای مشخص می‌شوند. آن‌ها ساده‌تر و کوچک‌تر از یاخته‌های هوهسته‌ای هستند و فاقد هسته و اندامک‌های غشادار مانند راکیزه و سبزدیسه هستند. پبس‌هسته‌ای‌ها دارای یک فام‌تن اصلی شامل یک دنای حلقوی متصل به غشا است که در تماس مستقیم با میان‌یاخته است؛ همچنین برخی پیش‌هسته‌ای‌ها می‌توانند علاوه بر دنای اصلی، مولکول‌های دنای دیگری به نام دیسَک داشته باشند که اتصالی با غشا ندارند؛ اطلاعات این دناها ویژگی‌های دیگری مانند داشتن پوشینه به پیش‌هسته‌ای می‌دهند. منطقه هسته‌ای موجود در میان‌یاخته را نوکلئوئید می‌نامند. بیشتر پیش‌هسته‌ای‌ها کوچک‌ترین کل اندامگان‌ها از قطر ۰/۵ تا ۲/۰ میکرومتر هستند.
پیس‌هسته‌ای‌ها می‌توانند با گرد هم آمدن، جمعیت‌های پرگنه درست کنند که بسیار به جمعیت‌های پُریاخته‌ای، شبیه هستند. از این موارد می‌توان به زیست‌لایه‌ها اشاره کرد.
گیاهان، حیوانات، قارچ‌ها، قالب‌های لجن (کپک مخاطی نام غیررسمی برای انواع گوناگون جانداران هوهسته‌ای است که می‌توانند آزادانه به شکل تک‌یاخته‌ای زندگی کنند اما گرد هم می‌آیند و ساختاری چندیاخته‌ای و تناسلی می‌سازند. بیش از ۹۰۰ گونه کپک مخاطی در سراسر جهان وجود دارد)، تک‌یاخته‌ای و جلبک‌ها همه هوهسته‌ای هستند. تک‌یاخته‌ای‌ها (پیش‌زیاگان همچنین پروتئاز، پروتئین‌های چندگانه) یک اصطلاح غیررسمی برای تک‌یاخته‌ای‌ها، هوهسته‌ای است که به صورت مستقل (غیر انگلی) یا انگلی هستند که از مواد ارگانیک مانند میکروارگانیسم‌های دیگر یا بافت‌های آلی باقی ماندهٔ آلی تغذیه می‌کنند. از دیدگاه تاریخی، پروتوزوها به عنوان «حیواناتی یک یاخته‌ای» مورد توجه قرار گرفتند؛ زیرا آن‌ها اغلب دارای رفتارهای حیوانی مانند جنبش و شکار و عدم وجود دیواره یاخته که در گیاهان و جلبک‌ها یافت می‌شود، هستند.
نظریه یاخته‌ای که در سدهٔ پانزدهم میلادی پدید آمد، می‌گوید که همه جانداران از یک یا چند یاخته تشکیل شده‌اند و همهٔ یاخته‌ها از یاخته‌های پیشین پدید می‌آیند و همهٔ کارکردهای زیستی یک جاندار در درون یاخته‌ها انجام می‌گیرند. این واحدهای بنیادی حاوی اطلاعات وراثتی لازم برای سامان دادن به کارکرد یاخته و انتقال اطّلاعات به نسل‌های آینده نیز هستند. یاخته‌های پیکر جانداران چندیاخته‌ای در برخی بافت‌ها مانند پوست با پیوند میان‌یاخته‌ای به هم متصل می‌شوند.

پیش‌هسته‌ای‌ها با شکافت دودویی تقسیم می‌شوند، در حالی که هوهسته‌ای‌ها با رشتمان یا کاستمان تقسیم می‌شوند.

مقایسهٔ ویژگی‌های یاخته‌های پیش‌هسته‌ای و هوهسته‌ای
|                      | پیش‌هسته‌ای                         | هوهسته‌ای                                                                 |
| -------------------- | --------------------------------- | ------------------------------------------------------------------------ |
| جانداران             | باکتری‌ها و باستانیان              | آغازیان، قارچ‌ها، گیاهان، حیوانات                                         |
| اندازه معمول         | – ۱–۵ میکرومتر                    | – ۱۰–۱۰۰ میکرومتر                                                        |
| نوع هسته             | منطقه نوکلئوییدی، بدون هسته واقعی | هسته واقعی با غشای دولایه                                                |
| دِنا                  | مدور (حلقوی)(معمولاً)              | مولکول‌های خطی (کروموزوم) با پروتئین‌های هیستون                            |
| هندایش رِنا / پروتئین | همراه با سیتوپلاسم                | سنتز RNA در هسته، سنتز پروتئین در سیتوپلاسم                              |
| راکیزه               | ندارد                             | یک تا چند هزار                                                           |
| سبزدیسه              | ندارد                             | در جلبک‌ها و گیاهان                                                       |
| سازمان               | معمولاً یاخته‌های منفرد             | یاخته‌های منفرد، پرگنه‌ها، ریزاندامگان چندیاخته‌ای بالاتر با یاخته‌های تخصصی |
| تقسیم یاخته‌ای        | شکافت دودویی (تقسیم ساده)         | رشتمان (شکافت یا جوانه زدن)، کاستمان                                     |
| فام‌تن                | تک‌فام‌تنی                          | بیش از یک فام‌تن                                                          |
| غشاها                | غشای یاخته‌ای                      | غشای یاخته‌ای و اندامک‌های مرتبط با غشای غشایی                             |

## اجزای درون یاخته‌ای
اندامک‌های هوهسته‌ای

ساختارهای درون یاخته جانوران: (۱) هستک (۲) هسته (۳) رناتن (۴) ریزکیسه (۵) شبکه درمیان‌یاخته‌ای زبر (۶) دستگاه گلژی (۷) چارچوب یاخته (۸) شبکه درمیان‌یاخته‌ای نرم (۹) راکیزه (۱۰) کاواک (۱۱) میان‌یاخته (۱۲) کافنده‌تن (۱۳) میانک

1. شبکه درمیان‌یاخته‌ای: شبکه‌ای از لوله‌ها و کیسه‌ها که در سراسر میان‌یاخته گسترش دارند و بر دو نوع زبر و نرم‌اند. شبکه درمیان‌یاخته‌ای نرم رناتن ندارد و و در ساخت لیپید نقش دارد. اما شبکه درمیان‌یاخته‌ای زبر با داشتن رناتن در ساخت پروتئین نقش دارد.
2. دستگاه گلژی: از کیسه‌هایی تشکیل شده است که روی هم قرار می‌گیرند. در بسته‌بندی مواد و ترشح آنها به خارج از یاخته نقش دارد. (به صورت بسته‌های ریزکیسه)
3. راکیزه: دو غشا دارد و کار آن تأمین انرژی یاخته است. درون آن رناتن نیز وجود دارد.
4. کافنده‌تن: کیسه‌ایست که زی‌مایههای فراوان برای تجزیه مواد دارد.
5. میانک: از یک جفت استوانه عمود برهم تشکیل شده است و در تقسیم یاخته‌ای نقش دارد. (البته به عقیده برخی میانک و رناتن به دلیل نداشتن غشا جز اندامک نیستند و ساختار می‌باشند)
6. ریزکیسه: کیسه‌ای است که در جابجایی مواد نقش دارد. (درون‌بری و برون‌رانی)
7. کاواک: وظیفه کاواک جمع‌آوری آب و مواد غذایی و مواد دفعی است و سپس آن‌ها را ذخیره می‌کند.
8. پراکسی‌تن: اندامکی که فعالیت اکسیدازی دارد.

مشترک در هوهسته‌ای و پیش‌هسته‌ای
رِناتن: ساختارهای بدون غشای میان‌یاخته‌ای در همه یاخته‌های پیش‌هسته‌ای و هوهسته‌ای است که مجموعه‌ای پیچیده از رِنا و پروتئین هستند. رناتن‌ها در سال ۱۹۷۴ به‌وسیله جرج امیل پالاده کشف شده‌اند. این ساختارها را دانه‌های پالاده نیز می‌نامند. از آنجا که هندایش پروتئین‌ها به‌وسیله رناتن‌ها صورت می‌گیرد اهمیت زیادی دارند.

## ساختارهای بیرون از غشا
بسیاری از یاخته‌ها ساختارهایی دارند که به‌طور کامل یا جزئی در بیرون از غشای یاخته‌ای قرار دارند. این ساختارها توسط غشای نیمه‌تراوا در برابر محیط بیرونی محافظت نمی‌شوند.
دیواره یاخته‌ای
بسیاری از انواع یاخته‌های پیش‌هسته‌ای و هوهسته‌ای، دیواره یاخته‌ای دارند. دیواره یاخته‌ای از یاخته به صورت مکانیکی و شیمیایی در مقابل محیط بیرونی مراقبت می‌کند و یک لایه اضافی برای محافظت از غشای یاخته‌ای است. انواع گوناگونی از یاخته‌ها دارای دیواره یاخته‌ای هستند. این دیواره‌ها بر اساس نوع یاخته، از مواد گوناگونی تشکیل می‌شوند. دیواره‌های یاخته‌ای گیاهی در درجه اول از سلولز تشکیل شده‌اند، دیواره یاخته‌ای قارچ‌ها از کیتین ساخته شده‌اند و دیواره‌های یاخته باکتریایی از پپتیدوگلیکان ساخته شده‌اند.
پوشینه
پوشینه ژلاتینی، بیرون از غشای یاخته‌ای و دیواره یاخته‌ای برخی از باکتری‌ها وجود دارد. پوشینه ممکن است همانند استرپتوکوک نومونیا و نایسریا مننژیتیدیس از جنس پلی‌ساکارید باشد یا همانند باسیلوس آنتراسیس از جنس پلی پپتید باشد و ممکن است مانند استرپتوکوک‌ها، از جنس هیالورونیک اسید باشد. پوشینه‌ها با شیوه‌نامه‌های رنگ‌آمیزی عادی مشخص نمی‌شوند اما توسط جوهر هند یا متیل آبی به‌دلیل ایجاد کنتراست بیشتر بین یاخته‌ها قابل شناسایی هستند.
تاژک
تاژک‌ها اندامک‌هایی برای تحرک یاخته‌ای هستند. تاژک باکتریایی از میان‌یاخته آغاز و پس از غشای یاخته‌ای به دیواره یاخته‌ای ختم می‌شود. آنها از نظر طبیعی پروتئین‌های طولانی و ضخیمی دارند. نوع دیگری از تاژک‌ها در گونه‌های کهن یافت می‌شود و یک نوع متفاوت در هوهسته‌ای‌ها یافت می‌شود.
تاژک‌ها درون غشای میان‌یاخته‌ای قرارگرفته‌اند و در طول غشای یاخته‌ای امتداد یافته‌اند و به صورت یک رشته بلند ظاهر می‌شوند. تاژک شامل تعدادی پروتئین از جمله فلاژلین می‌باشد. تاژک با چرخیدن شبیه ملخ یک هواپیما موجب حرکت یاخته باکتری می‌شود. رشته‌های محوری در اسپیروکت‌ها نیز عملکردی مشابه تاژک دارند. پروتئین‌های انتقالی در فضای پری‌پلاسمیک یا غشای یاخته‌ای به منابع غذایی مثل قندها و آمینواسیدها متصل می‌شوند و موجب متیله‌شدن بقیه پروتئین‌های غشای یاخته می‌شوند که در نهایت حرکت باکتری توسط تاژک صورت می‌گیرد.
مویک
مویک یا پیلی (Pilus) یک رشته کوتاه، نازک و مو مانند است که در سطح باکتری‌ها یافت می‌شود. مویک از پروتئینی به نام pilin (پادگن) تشکیل شده و وظیفه اتصال باکتری‌ها به گیرنده‌های خاص، روی یاخته‌های دیگر را بر عهده دارد. انواع خاصی از پیلی وجود دارد که در هم‌یوغی باکتریایی نقش دارند.

## ساختارهای کمتر شناخته‌شده سلولی
سلول‌ها علاوه بر اندامک‌های معروفی مانند میتوکندری و هسته، حاوی ساختارهای کمتر شناخته‌شده‌ای هستند:
- اگزوزوم‌ها (Exosomes): وزیکول‌های کوچکی که در ارتباط بین سلولی نقش دارند و حاوی RNA و پروتئین هستند. تحقیقات نشان داده‌اند که این ذرات در بیماری‌هایی مانند سرطان و آلزایمر اهمیت دارند. [منبع: *Nature Reviews Molecular Cell Biology*, ۲۰۱۸]
- پروتئازوم‌ها (Proteasomes): مجتمع‌های پروتئینی که مسئول تخریب پروتئین‌های آسیب‌دیده هستند. اختلال در عملکرد آنها با بیماری‌های عصبی مرتبط است. [منبع: *Science*, ۲۰۱۶]

## سلول‌های مصنوعی
دانشمندان موفق به ساخت سلول‌های مصنوعی با عملکردهای پایه شده‌اند:
- در سال ۲۰۱۹، محققان با استفاده از لیپیدها و DNA مصنوعی، سلولی طراحی کردند که قادر به تقسیم محدود بود. این پیشرفت می‌تواند به تولید اندام‌های مصنوعی کمک کند. [منبع: *Nature*, ۲۰۱۹]
- سلول‌های مصنوعی می‌توانند در آینده برای تحویل دارو به بافت‌های سرطانی استفاده شوند.

## سلول‌های چند هسته‌ای
برخی سلول‌ها برخلاف قاعده معمول، چندین هسته دارند: [منبع: *Cell Biology International*, ۲۰۲۰]
- میوسیت‌ها (سلول‌های عضلانی): برای تولید انرژی بیشتر در انقباضات قوی، چندین هسته دارند.
- استئوکلاست‌ها (سلول‌های تخریب‌کننده استخوان): این سلول‌ها با چند هسته، استخوان‌های قدیمی را تجزیه می‌کنند.

## سلول‌های نامیرا
- سلول‌های هایلا از تومور زن آمریکایی هنریتا لاکس در ۱۹۵۱ گرفته شدند و هنوز در آزمایشگاه‌ها کشت می‌شوند. این سلول‌ها به دلیل جهش‌های خاص، تقسیم نامحدود دارند. [منبع: *The Immortal Life of Henrietta Lacks*, ۲۰۱۰]
- این سلول‌ها در توسعه واکسن فلج اطفال و تحقیقات سرطان استفاده شده‌اند.

## سلول‌های حافظه‌دار
- لنفوسیت‌های T و B پس از مواجهه با پاتوژن‌ها، سلول‌های حافظه تشکیل می‌دهند که در مواجهه بعدی پاسخ سریع‌تری ایجاد می‌کنند. این مکانیسم پایه واکسیناسیون است. [منبع: *Immunity*, ۲۰۲۱]

## سلول‌های الکتریکی
- نورون‌ها با استفاده از پتانسیل عمل (Action Potential) پیام‌ها را با سرعت ۱۲۰ متر بر ثانیه انتقال می‌دهند. این فرایند مبتنی بر جریان یون‌های سدیم و پتاسیم است.[۲۰]
- سلول‌های عضلانی (میوسیت‌ها):

موجود درپستانداران، ماهی‌ها، حشرات و سایر جانوران.
نحوه کار: مشابه نورون‌ها، با ایجاد پتانسیل عمل از طریق کانال‌های یونی. این سیگنال الکتریکی به انقباض عضله منجر می‌شود. سلول‌های قلبی نیز با همین مکانیسم ضربان ایجاد می‌کنند.
- نماتوسیست‌ها:

موجود در کیسه‌تنان
نحوه کار: سلول‌های تخصصی در اپیدرم، پالس‌های الکتریکی سریع تولید می‌کنند که مستقیماً انقباض عضلات را تحریک می‌کند و به فرار از خطر کمک می‌کند.
- سلول‌های گیرنده حسی (Sensory Receptors):

موجود در سلول‌های مویی در حلزون گوش، سلول‌های الکترورسپتور در کوسه‌ها.
نحوه کار: محرک‌های مکانیکی/الکتریکی باعث تغییر پتانسیل غشا می‌شوند؛ مثلاً کوسه‌ها با سلول‌های آمپول لورنزینی میدان‌های الکتریکی ضعیف (تا ۰٫۰۱ میکروولت) شکار را حس می‌کنند.

### در سلول‌های گیاهی
در واقع سلول‌های گیاهی هم می‌توانند سیگنال‌های الکتریکی تولید کنند، اما این سیگنال‌ها:ضعیف‌تر، کندتر، و با اهداف متفاوت‌تری نسبت به جانوران هستند.
علت اصلی تفاوت در ساختار سلولی، نیازهای تکاملی و فقدان سیستم عصبی-عضلانی در گیاهان است.
دلایل اصلی ضعف در تولید الکتریسیته:
1. عدم وجود کانال‌های یونی سریع و تخصصی:

سلول‌های گیاهی فاقد کانال‌های یونی ولتاژ-وابسته (مانند کانال‌های سدیم سریع در نورون‌های جانوری) هستند.
در عوض، بیشتر از کانال‌های کلسیم، کلرید و پروتون استفاده می‌کنند که تغییرات پتانسیل را آهسته‌تر منتقل می‌کنند.
1. دیواره سلولی و رابط‌های آپوپلاستی:

دیواره سلولی گیاهان مانند یک عایق عمل می‌کند و انتشار یون‌ها را محدود می‌سازد.
ارتباط الکتریکی بین سلول‌ها از طریق پلاسمودسماتا (کانال‌های سیتوپلاسمی) انجام می‌شود که نسبت به سیناپس‌های الکتریکی جانوری کارایی کمتری دارد.
1. فقدان سیستم عصبی و عضلانی:

گیاهان برای شکار، فرار سریع یا دفاع فوری (مثل شوک الکتریکی مارماهی) نیاز به سیگنال‌های سریع ندارند.
سیگنال‌های الکتریکی در گیاهان عمدتاً برای هماهنگی رشد، پاسخ به تنش‌ها (مثل خشکی، گرما) یا انتشار هورمون‌ها استفاده می‌شود.
1. تفاوت در پتانسیل عمل:

پتانسیل عمل (AP) در گیاهان کند (ثانیه تا دقیقه) و مبتنی بر یون‌های کلسیم و کلرید است، در حالی که در جانوران سریع (میلی‌ثانیه) و مبتنی بر یون‌های سدیم و پتاسیم است.
- گیاهان با سیگنال‌های الکتریکی قوی‌تر:

۱. گیاهان حساس (مثل میموزا Mimosa pudica):
با لمس برگ‌ها، پتانسیل عمل ایجاد می‌شود که در ۰٫۱ ثانیه از برگ به ساقه منتقل می‌شود و باعث جمع‌شدن برگ‌ها می‌گردد.
مکانیسم: کانال‌های کلسیمی و پروتونی در سلول‌های پریستولتیک (سلول‌های محرک).
۲. گیاهان گوشت‌خوار (مثل ونوس مگس‌خوار Dionaea muscipula):
در موهای حسیِ تله، لمس طعمه دو پتانسیل عمل پیاپی ایجاد می‌کند که باعث بسته‌شدن تله در ۰٫۳ ثانیه می‌شود.
سیگنال‌الکتریکی از طریق کانال‌های آنیونی (مثل CLC-a) منتقل می‌گردد.
۳. گیاهان تحت تنش:
آسیب مکانیکی (مثل بریدگی) یا حمله حشرات می‌تواند موج‌های الکتریکی در کل گیاه ایجاد کند تا پاسخ دفاعی (مثل ترشح مواد شیمیایی) فعال شود.
مقیاس انرژی: سیگنال‌های گیاهی در حد میلی‌ولت (mV) هستند، نه ولت (V).
مثال: پتانسیل عمل میموزا ≈ ۲۰۰–۱۵۰ mV، در حالی که الکتروسیت‌های مارماهی برقی تا ۸۶۰ ولت تولید می‌کنند!
هدف متفاوت: در گیاهان، الکتریسیته برای ارتباط درون‌سازمانی (مثل هشدار خشکی) است، نه ایجاد جریان برق خارجی.
تکامل: گیاهان هرگز به سلول‌های تخصصی مانند الکتروسیت‌ها (سلول‌های تغییرشکل‌یافته عضلانی) نیاز نداشته‌اند.